# Ілляшевич Лука Іванович
Лука Іванович Ілляшевич (1832–1901) — військовий губернатор Забайкальської області, наказний отаман Забайкальського козачого війська (1880-84), генерал-майор російської армії. Почесний громадянин Чити.

## Біографія
З дворянської сім'ї Ілляшевичів (гілка роду герба «Косцеша»). Із дворян Таращанського повіту Київської губернії. Народився в сім'ї стряпчого повітового суду, титулярного радника Івана Петровича Ілляшевича, після смерті батька було визначено в Нижньогородський Аракчеєвський кадетський корпус на казенне утримання. Згодом заповідав благодійний капітал у 10 тис. рублів для підтримки навчання незаможних кадет.
У 1850 році закінчив Нижегородського графа Аракчеєва кадетський корпус. Служив у Дворянському полку.
Зарахований до Костянтинівського артилерійського училища; здійснено в офіцери 13 серпня 1852 року, службу почав прапорщиком у 9-му артилерійському парку (бригаді). Учасник Кримської війни 1853—1856 років.
В 1862 закінчив Імператорську Миколаївську військову академію, штабс-капітан. У 1869—1872 роках — Начальник штабу 6-ї піхотної дивізії 15-го армійського корпусу, полковник.
У 1873—1877 роках — командир Московського 8-го гренадерського полку. Учасник Російсько-турецької війни 1877—1878 років.
18 квітня 1880 року призначений військовим губернатором Забайкальської області та наказним отаманом Забайкальського козачого війська. Після втечі 8 каторжан з Карійської каторги 11 травня 1882 сприяв посиленню режиму для засуджених на каторжні роботи. 16 вересня 1882 року був тяжко поранений у себе в приймальні в Читі пострілом з револьвера колишньою політкаторжанкою, народницею М. Кутітонською. Після одужання продовжував виконувати свої посадові обов'язки. Сприяв розвитку освіти в області, зокрема, відкриття в Читі двокласного училища та чоловічої гімназії 30 серпня 1884 року. Пішов у відставку 15 березня 1884 року. Похований на цвинтарі Аскольдової могили у Києві (Україна).

## Наукові праці
Вивчав питання демографії та статистики.
- Ильяшевич Л. Статистическое исследование смертности в нашей армии. — «Военный сборник», 1863, № 2, с. 359—420[9]

## Нагороди
- Орден Святого Володимира 4 ступеня з бантом та мечами;
- Орден Святої Анни 2 ступеня;
- Орден святого Станіслава 2 ступеня;
- медалі.

## Цікавий факт
Клопотався перед імператором Олександром III про відміну смертної кари для М. Кутітонської, що на нього вчинила замах.